# Volturnum
Volturnum (italienisch Volturno) war eine antike Stadt in der italienischen Region Kampanien an der Mündung des Flusses Volturnus (jetzt Volturno) in der Nähe des heutigen Castel Volturno.
Seit 194 v. Chr. war Volturnum eine römische Bürgerkolonie und wurde nach einer Zerstörung im Bürgerkrieg 38 v. Chr. wieder aufgebaut.